# Riepke
Riepke ist ein Ortsteil der Stadt Burg Stargard des Amtes Stargarder Land im Landkreis Mecklenburgische Seenplatte in Mecklenburg-Vorpommern.

## Geografie
Der Ort liegt 5 Kilometer südlich der Stadt Burg Stargard und 12 Kilometer südsüdöstlich von Neubrandenburg in einem Endmoränengebiet östlich des Tollensesees. Die Nachbarorte sind Sabel im Norden, Teschendorf im Osten, Gramelow und Quadenschönfeld im Südosten, Warbende im Süden, Cammin im Südwesten sowie Godenswege im Westen.

## Geschichte
Unter dem Namen „Ribike“ wird der Ort im Jahr 1170 erstmals urkundlich erwähnt.
Am 1. Dezember 1910 zählte Riepke 38 Einwohner und bis zum 31. Januar 1919 wurde der Ort vom Ritterschaftlichen Amt Stargard verwaltet. Zuvor eine selbständige Gemeinde im Landkreis Stargard wurde Riepke zum 1. April 1937 erstmals nach Cammin eingemeindet. Mit der Auflösung des Kreises kam der Ort 1946 zum neu gebildeten Landkreis Neubrandenburg. Zwischenzeitlich war der Ort wieder ausgegliedert und eigenständig geworden. Zum 1. Juli 1950 kam er erneut zu Cammin. Durch die Eingemeindung von Cammin in die Stadt Burg Stargard wurde der Ort am 25. Mai 2014 dort ein Ortsteil.

## Bauwerke
Die Eisenbahnbrücke Riepke ist in die Denkmalliste des Landkreises Mecklenburgische Seenplatte aufgenommen worden.

## Verkehr
Der Ort ist über nur eine asphaltierte Verbindungsstraße erreichbar, die ihn mit dem benachbarten Cammin verbindet. An der durch den Ort verlaufenden Berliner Nordbahn gibt es hier keinen Haltepunkt, jedoch im benachbarten Cammin.